# Étienne Guibourg
Étienne Guibourg ( ? 1610 – Janeiro de  1686) era um abade da Igreja Católica Apostólica Romana da França, tendo sido associado ao Caso dos Venenos.

## Biografia
Ele foi sacristão de Saint-Marcel em Saint-Denis, sendo ex capelão do Conde de  Montgomery. Ele afirmava ser o filho ilegítimo de Henri de Montmorency.  Teve um longo relacionamento com sua amante, Jeanne Chanfrain,  com qual teve vários filhos. 
Em 1680, Françoise Filastre, após interrogação a respeito com o Caso dos Venenos, afirmou que Guibourg havia realizado uma missa negra para Catherine Deshayes entre 1672-3. Guibourg foi preso e confessou o ato junto com outros crimes. Foi condenado à prisão perpétua e morreu na cadeia em 1686.